# Rosenberg Self-Esteem Scale
Die Rosenberg Self-Esteem Scale (RSES) ist ein psychologischer Fragebogen zur Erfassung des Selbstwerts einer Person durch Selbstbeurteilung. Der Fragebogen wurde in der englischsprachigen Version von Morris Rosenberg im Jahr 1965 entwickelt. Er hat den Fragebogen in seinem Werk mit dem Titel Society and the Adolescent Self-Image veröffentlicht.
Die deutsche Adaptation stammt von Collani und Herzberg aus dem Jahr 2003. Der Test besteht aus zehn Fragen und als Antwort können Werte zwischen 1 und 4 vergeben werden. Diese Antworten werden zu einem Gesamtwert addiert der somit zwischen 10 und 40 liegen kann. Üblicherweise geht man damit von einer eindimensionalen Struktur des Fragebogens aus, wobei diskutiert wird, ob der Fragebogen nicht eher ein zweidimensionales Konstrukt des Selbstwertes abbildet.
Ein weiterer Fragebogen zur Erfassung des Selbstwerts ist die Multidimensionale Selbstwertskala.